# Katedra Świętego Krzyża w Kadyksie
Katedra Świętego Krzyża (hiszp. Catedral de la Santa Cruz), znana również jako Nowa Katedra (hiszp. Catedral Nueva) – rzymskokatolicka świątynia znajdująca się w Hiszpańskim mieście Kadyks. Siedziba diecezji Kadyksu i Ceuty.

## Historia
Pierwotnie katedrą był dzisiejszy kościół Świętego Krzyża, zwany Starą Katedrą (hiszp. Catedral Vieja). Budowa Nowej Katedry rozpoczęła się w 1722. Pracami początkowo kierował Vicente Acero. W 1739 projektantem został Gaspar Cayón, a w 1757 jego siostrzeniec, Torcuato Cayón. Po śmierci Cayóna w 1783 kierownictwo przejął Miguel Olivares, w 1790 – Manuel Machuca, a w 1832 – Juan Daura. Budowę ukończono w 1838.

## Architektura i wyposażenie
Świątynia barokowo-rokokowo-klasycystyczna, wzniesiona z marmuru i wapienia. Naczółek wieńczący fasadę zdobi rzeźba Chrystusa Zbawiciela. Po obu stronach elewacji znajdują się wieże-dzwonnice. Portal główny zdobią korynckie kolumny, po dwie z dwóch stron wejścia. Nad skrzyżowaniem naw znajduje się kopuła.
Krypty katedralne wzniesiono w latach 1730-1732, znajdują się w nich groby biskupów i prałatów. Prócz nich pochowani są tu również kompozytor Manuel de Falla i poeta José María Pemán, również są tam przechowywane relikwie św. Wiktorii.
Starsze z organów wykonano na przełomie XVI i XVII wieku, oryginalnie znajdowały się w Starej Katedrze. Drugie z nich wykonali w 1870 organmistrzowie Otín i Roqués.

## Galeria

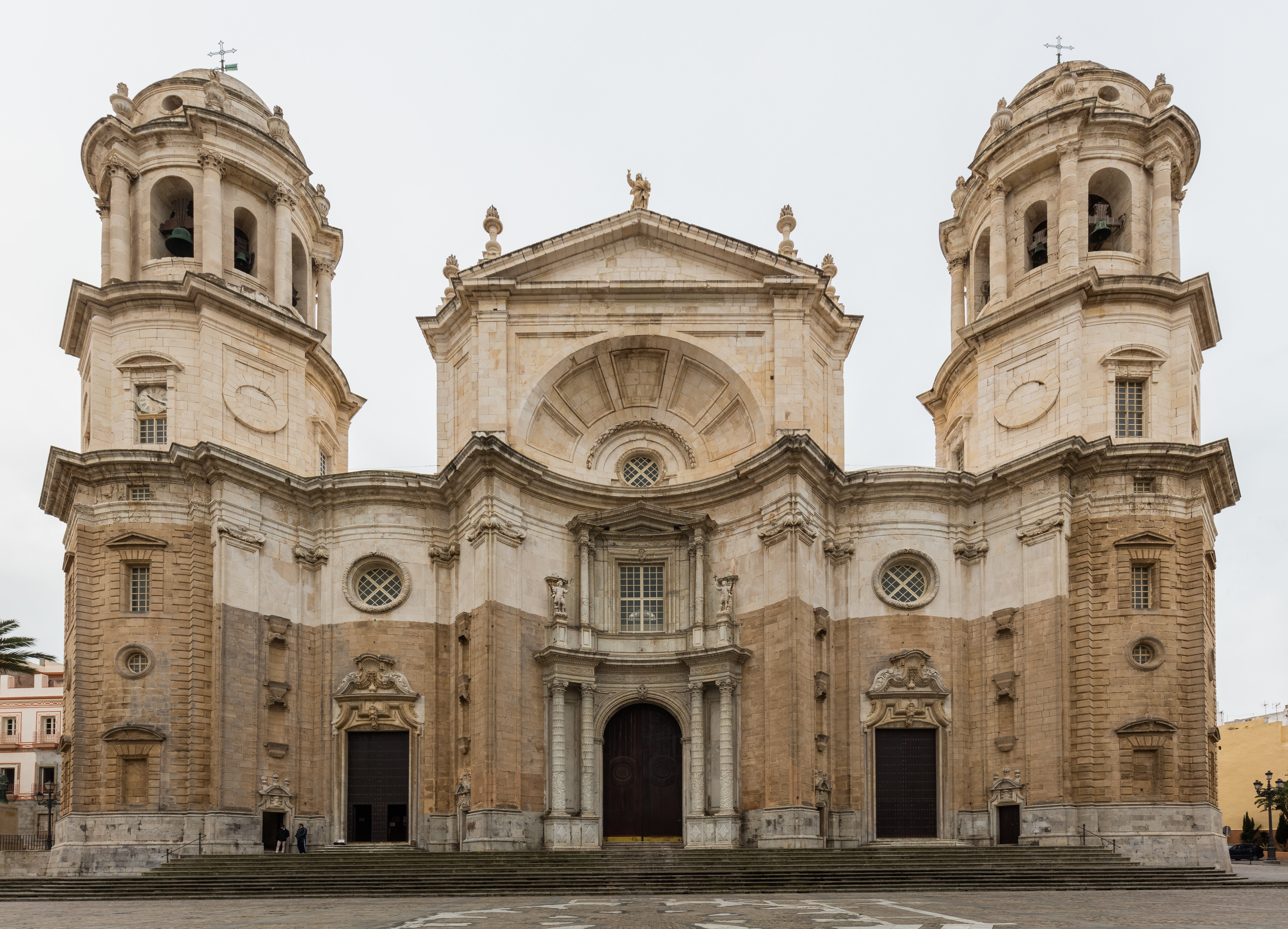
Fasada
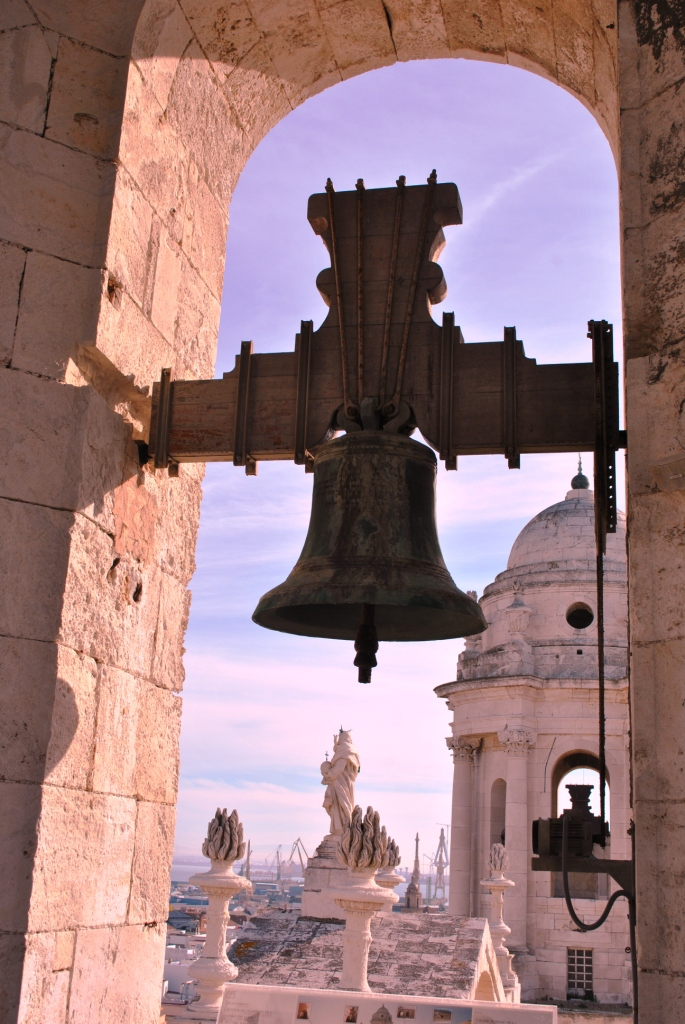
Jeden z dzwonów
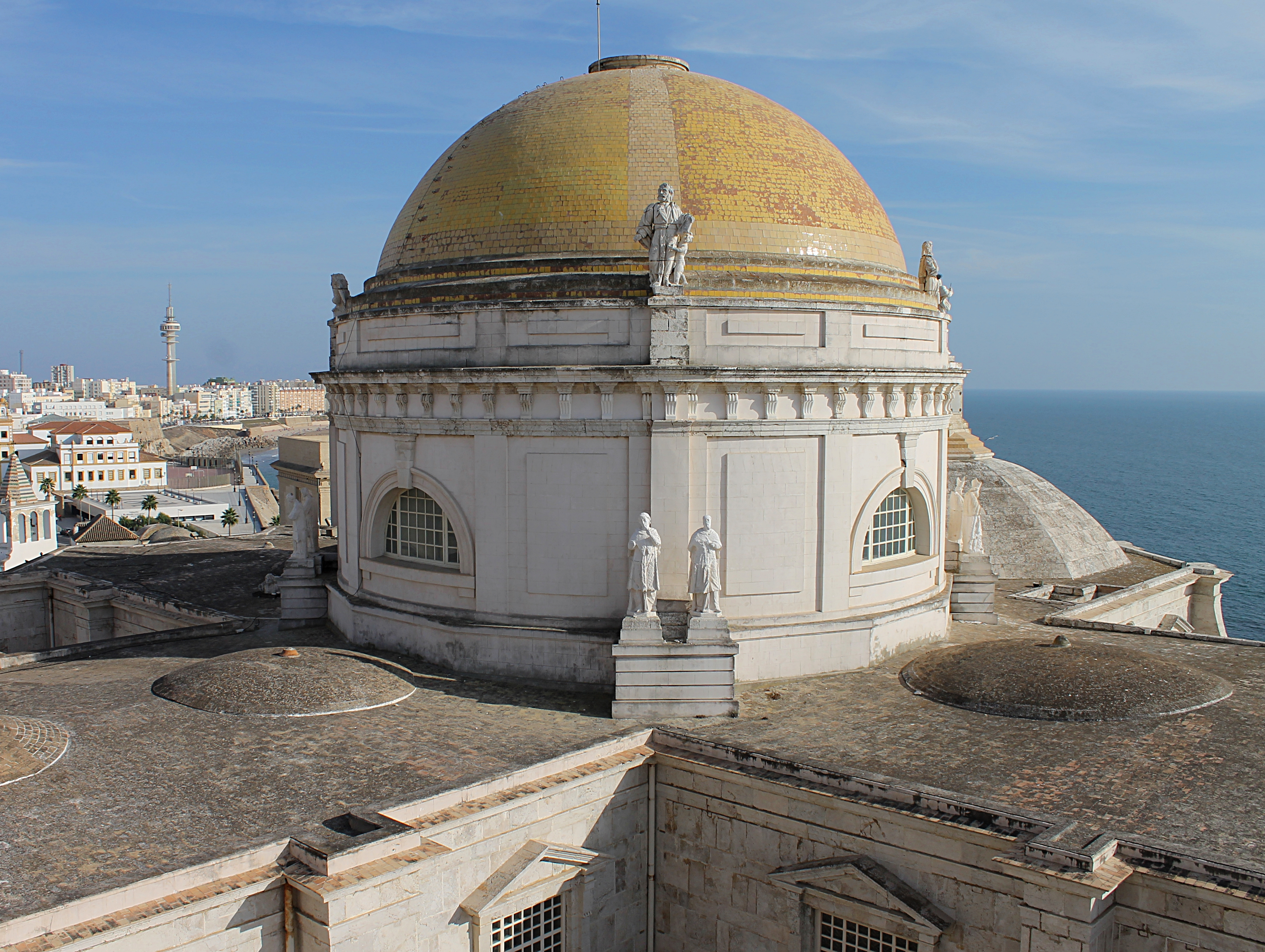
Kopuła
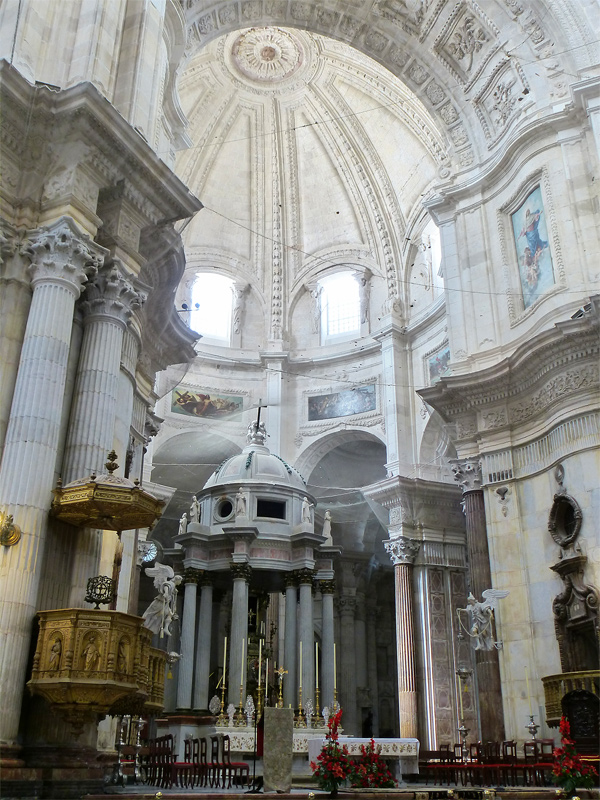
Wnętrze
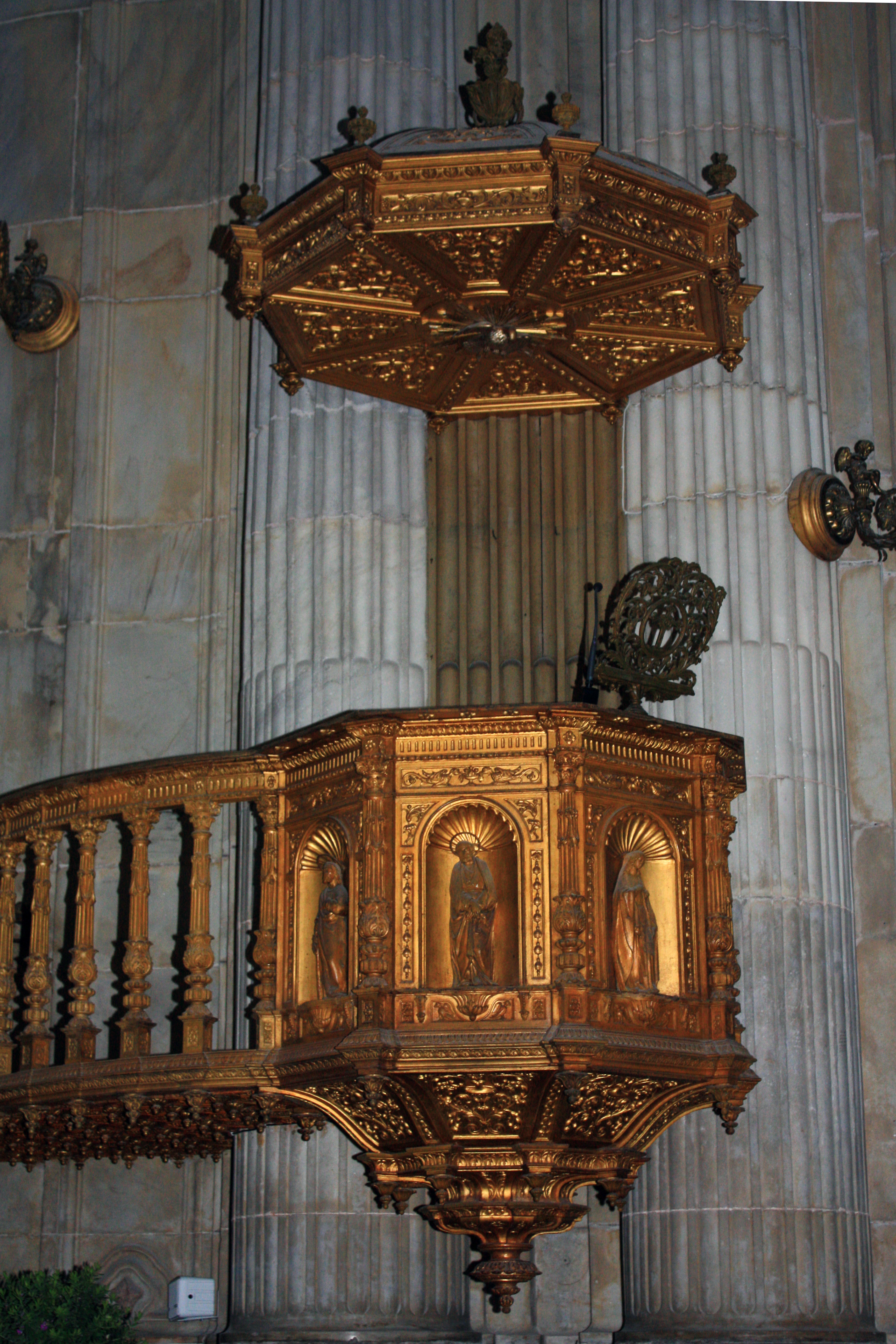
Ambona
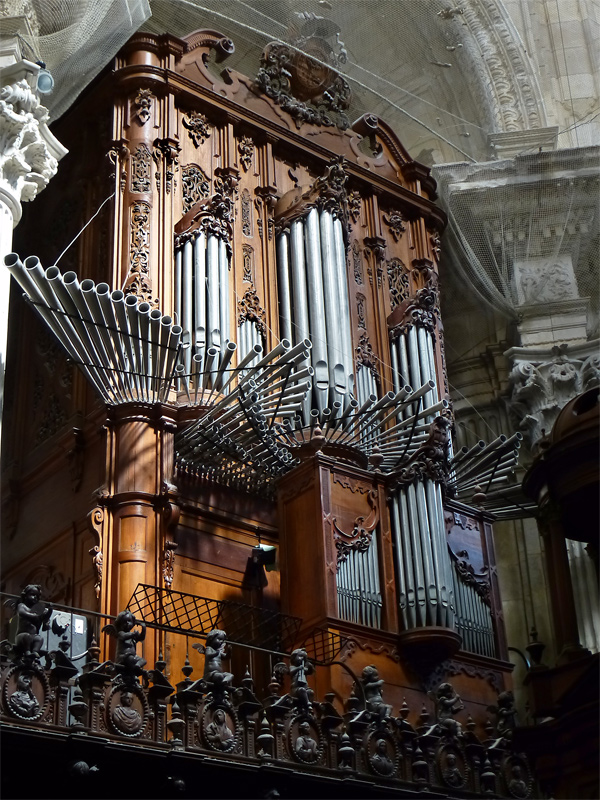
Organy
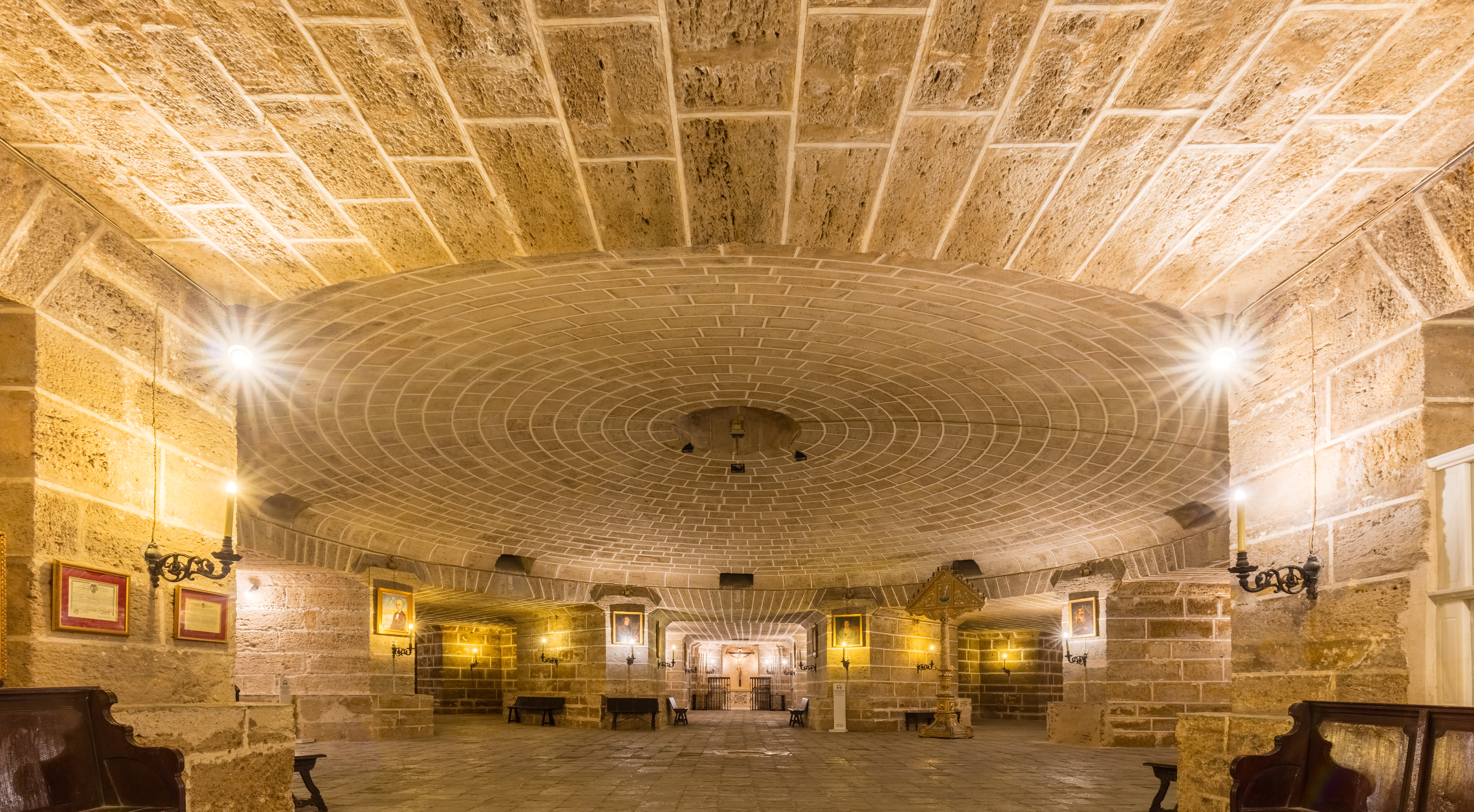
Krypty